# 매슈 로빈스

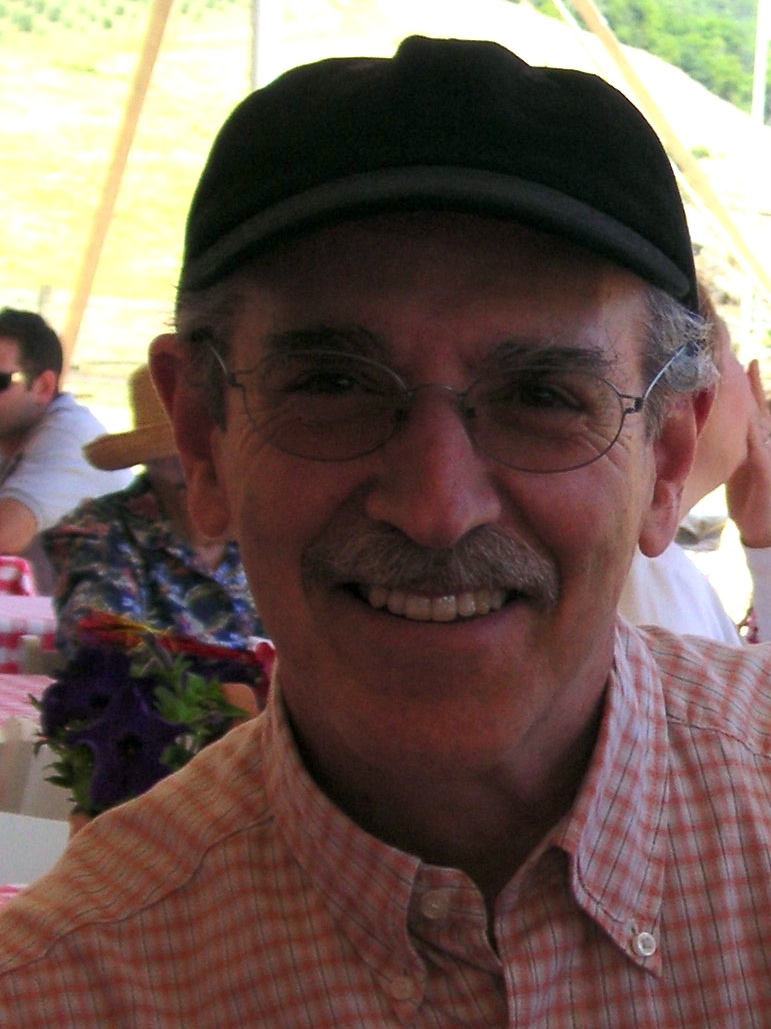

매슈 로빈스(Matthew Robbins, 1945년 7월 15일 ~ )는 미국의 각본가이자 영화 감독이다. 뉴 할리우드 운동에서 저술 활동을 한 인물이다.

## 참여 작품
- 슈가랜드 특급
- 맥아더 (영화)
- 용과 마법 구슬
- 8번가의 기적
- Off the Ground
- 미믹 (영화)
- 더 콘서트
- 돈 비 어프레이드: 어둠 속의 속삭임
- 수잔나의 일곱 번의 결혼
- 나의 첫 번째 장례식
- 크림슨 피크
- 피노키오 (2022년 애니메이션 영화)